# Semen Halîțkîi
Semen Halîțkîi (în ucraineană Семен Георгійович Галицький, cunoscut și sub pseudonimul Alfred Wedling; n. 3/15 februarie 1891, Jucica Nouă⁠(d), Ucraina – d. 28 noiembrie 1954, Q27468156⁠(d), Blagoveshchensky Selsovet⁠(d), RSFS Rusă, URSS) a fost un politician, publicist și militant comunist ucrainean originar din Bucovina, membru al CC al PCdR.

## Biografie

### Origini și studii
S-a născut într-o familie de țărani săraci din satul Jucica Nouă, în apropiere de Cernăuți, fiind de etnie ucraoneană. Tatăl său era cizmar, întreținând o familie numeroasă cu șapte copii (patru băieți și trei fete). Conform unor surse, era fratele unei cunoscute activiste a OUN, A. G. Halîțka.
După finalizarea școlii primare din satul natal, în 1902 a fost admis la Gimnaziul Imperial-Regal de Stat nr. 2 din Cernăuți, pe care l-a absolvit în 1911. În perioada liceului a fost influențat de operele lui Mihailo Drahomanov, Ivan Franko, Taras Șevcenko, Nikolai Cernîșevski, Karl Marx și Georg Hegel, apropiindu-se de ideile socialiste. A devenit membru al Partidului Radical Bucovinean, fondat în 1906, care susținea autonomia națională în cadrul Austro-Ungariei și unificarea regiunilor ucrainene din Galiția și Bucovina.

### Activitate militară și războiul civil
La izbucnirea Primului Război Mondial a fost mobilizat în armata austro-ungară ca locotenent în artilerie, fiind pentru o vreme și aghiotant al Arhiducelui Wilhelm de Habsburg. După destrămarea imperiului, în octombrie 1918 a intrat în Armata Galițiană Ucraineană (UGA), luptând împotriva trupelor poloneze și ulterior împotriva Armatei Roșii. În 1920, alături de alte unități de bucovineni din UGA, a trecut de partea bolșevicilor, considerând lupta împotriva „fraților ucraineni” din Armata Roșie inutilă.
După o perioadă de filtrare la Odesa, a fost trimis la Harkov, unde a activat în Comitetul Revoluționar Galițian condus de Volodîmîr Zatonski. A fost implicat în instaurarea puterii sovietice în satele și orașele din vestul Ucrainei. În toamna anului 1920, în urma contraofensivei poloneze și a dizolvării temporare a Partidului Comunist Galițian, s-a retras în Bucovina, care se unise cu România.

### În exil la Praga
În toamna anului 1920 s-a stabilit în Cehoslovacia, unde a urmat cursurile Facultății de Drept a Universității Libere Ucrainene din Praga. A devenit, în 1922, membru al comitetului executiv al Comitetului Ucrainean pentru ajutorarea foamei din Ucraina Sovietică, colectând fonduri și alimente pentru zonele afectate.
Între 1922–1923 a fost liderul organizației „Ajutorul Central pentru Studențimea Ucraineană” din Praga. În 1924 a lucrat câteva luni în editura Universității Ucrainene Libere. În această perioadă s-a apropiat de cercurile comuniste ucrainene din exil, inclusiv de Frîț Bei-Orlovski, și în 1925 a devenit membru al Partidului Comunist al Ucrainei Occidentale (KPUO). În 1926, prin intermediul reprezentanței Partidului Comunist Român din Viena, a fost trimis clandestin în Bucovina pentru activitate revoluționară, la ordinele Cominternului, stabilind legături cu Partidul Comunist din Bucovina, aflat în declin după arestările din 1922.

### Activitate politică în România
Pentru o perioadă, Halîțkîi a locuit în Sadagura, unde a fost funcționar. Pentru a-și legaliza activitatea politică, s-a alăturat Partidului Social-Democrat Ucrainean condus de V. T. Rusnak, iar neoficial a devenit membru al redacției ziarului Borotba, activând ca redactor-adjunct al lui I. D. Stasiuk, cu care a legat o prietenie strânsă. În acea perioadă, Halîțkîi a participat activ la dezvoltarea mișcării revoluționare pro-sovietice din Bucovina, la crearea celulelor comuniste clandestine în organizații muncitorești de masă, în sindicate și în sate, contribuind la implementarea deciziilor celui de-al V-lea Congres al Cominternului privind bolșevizarea partidelor comuniste. O atenție deosebită a fost acordată pregătirii cadrelor de propagandiști, pentru care, la Cernăuți, a fost înființat un birou de propagandă socialistă, precum și cursuri pentru agitatori și propagandiști.
Despre această activitate, Siguranța Statului a aflat abia în vara anului 1927, când s-a constatat că majoritatea covârșitoare a cursanților acestor cursuri de socialism erau tineri membri ai societății cultural-sportive „Volia”. Conform rapoartelor secției speciale a poliției, Rusnak, Stasiuk și Halîțkîi „îi învață pe țărani cum să desfășoare propagandă în satele locuite de ucraineni din nordul și sudul Bucovinei, le distribuie broșuri și ziare pe care aceștia le dau mai departe țăranilor”. Comitetul lor „se ocupă și cu pregătirea propagandiștilor-agitatori pentru satele din jurul orașului Cernăuți”, ei „profită de orice eveniment pentru a instiga populația împotriva autorităților statului și locale”, „desfășurând activitatea cu toată forța”. De asemenea, s-a stabilit că Partidul Comunist al Bucovinei (KPB) desfășura activitate de masă sub acoperirea legală a Partidului Social-Democrat Ucrainean.
În această perioadă, Halîțkîi a activat intens în organizații legale, a participat la organizarea și desfășurarea grevelor și demonstrațiilor, a rostit discursuri critice la adunările muncitorilor și a publicat în ziarul Borotba articole împotriva burgheziei românești și a ordinii acesteia, împotriva partidelor politice ucrainene și românești care au ales să servească puterii regale. O atenție deosebită a fost acordată rezistenței față de românizare, luptei pentru școala cu predare în limba ucraineană. Astfel, în 1926, la o adunare în „Casa Muncitorească”, la propunerea lui Stasiuk și Halîțkîi, s-a adoptat o revendicare adresată guvernului român pentru reintroducerea predării în limba ucraineană în toate școlile primare și gimnaziile unde aceasta exista înainte de destrămarea Austro-Ungariei, înființarea de noi școli și a unei universități ucrainene la Cernăuți, reînființarea catedrei de limbă și literatură ucraineană, crearea unei catedre de istorie a Ucrainei, reintroducerea limbii ucrainene în învățământul profesional și repunerea în funcție a tuturor profesorilor ucraineni în instituțiile de învățământ românești.
Chemând bucovinenii la lupta pentru eliberarea lor socială și națională, precum și pentru unirea cu Ucraina sovietică, comuniștii au exercitat o influență tot mai vizibilă asupra maselor, ceea ce nu a scăpat atenției Siguranței. În iulie 1926, poliția a descoperit o locuință conspirativă a partidului în satul Mămăești, arestând mai mulți activiști, în timp ce alții, temându-se de arestare, au fugit din Bucovina și au emigrat în URSS. În urma acestor pierderi, la sfârșitul lunii iulie a aceluiași an, într-o ședință a societății „Volia”, Halîțkîi a fost ales secretar al Comitetului Central al KPB; astfel, partidul nu a rămas fără conducere și și-a continuat activitatea.
Interesul Siguranței nu s-a diminuat, iar pe 9 decembrie 1926, Halîțkîi și Stasiuk au fost arestați și încarcerați timp de patru luni, cât a durat ancheta. În cele din urmă, anchetatorii nu au reușit să adune probe solide, iar pe 12 aprilie 1927, au fost eliberați temporar până la proces. Ziarul Borotba a menționat cu această ocazie că „acuzațiile Siguranței nu au niciun temei și rămân simple bănuieli nefondate și nedovedite”. În mai 1927, în conformitate cu hotărârea celui de-al V-lea Congres al Cominternului privind chestiunea ucraineană, KPB a fost integrat în Partidul Comunist din România ca organizație regională, fiind înființat Comitetul Regional Bucovinean al PCdR, în care Halîțkîi a fost ales secretar, iar Stasiuk — membru. În ciuda represiunii polițienești, partidul nu și-a încetat activitatea, dimpotrivă, a intensificat-o. Halîțkîi a participat constant la adunările muncitorilor, a ținut rapoarte și expuneri privind situația internațională și social-politică a clasei muncitoare, a călătorit activ în celulele de partid din sate și comune, verificând modul în care acestea își desfășurau activitatea și respectau măsurile de conspirare.
Supravegherea asupra lui Halîțkîi a continuat, iar pe 17 noiembrie 1927, el și Stasiuk au fost judecați de un tribunal militar pentru încălcarea legii privind apărarea ordinii publice, pentru discursurile lor la adunări, articolele din ziarul Borotba, pentru distribuirea acestuia și a calendarului pe 1927, precum și a cărții Unchiul Dmitro de V. K. Vînicenko. Acestea, potrivit acuzării, ar fi contribuit la creșterea voturilor pentru Blocul Muncitoresc-Țărănesc la alegerile parlamentare, la simpatia față de Uniunea Sovietică și la tendințele de iredentism național-bolșevic. În fața instanței, Halîțkîi a declarat că nu cunoaște limba română și că nu înțelege bine esența acuzațiilor, dar a subliniat că poliția a confiscat doar o parte din tirajul calendarului, că volumul incriminat se găsește în biblioteca universitară din Cernăuți, iar ziarul nu este interzis, ceea ce nu poate demonstra conținutul său anticonstituțional. În final, după două zile de proces, tribunalul militar i-a condamnat pe Halîțkîi și Stasiuk la câte 2.000 de lei amendă fiecare.
Persecuțiile din partea autorităților române i-au radicalizat și mai mult pozițiile. Astfel, la adunarea din 5 februarie 1928, în sala mare a „Casei Muncitorești”, sub sloganurile „Toată puterea muncitorilor!” și „Jos ordinea oligarhică!”, Halîțkîi a ținut un discurs în care a prezentat situația politică a muncitorilor din România, chemând la răsturnarea puterii burgheze și instaurarea puterii muncitorești și țărănești sub conducerea partidului. Acest radicalism nu a fost pe placul conducerii Partidului Social-Democrat Ucrainean, ceea ce a dus, pe 23 noiembrie 1928, la o ruptură deschisă la conferința regională în legătură cu o eventuală alianță cu țărăniștii pentru alegerile parlamentare. În cele din urmă, un grup de social-democrați de stânga, nemulțumiți de "orientarea burgheză a conducerii", au părăsit partidul și, pe 17 februarie 1929, au format propriul partid — Vîzvolennia („Eliberarea”), al cărui secretar a devenit Stasiuk. Deși nu a fost membru al noii conduceri centrale, Halîțkîi a fost, de facto, organizatorul conferinței de constituire, a coordonat legătura cu masele, a strâns fonduri și materiale pentru lansarea ziarului Boreț („Luptătorul”), și a contribuit la definirea liniei politice a partidului, care activa sub îndrumarea ideologică și organizațională a PCdR. Pentru pregătirea apariției ziarului, Halîțkîi a călătorit la Liov, unde a cerut ajutor de la conducerea organizației Sel-Rob, primind sprijin material. În cele din urmă, la 31 martie 1929, Boreț a apărut ca un ziar revoluționar, prin care comuniștii bucovineni desfășurau propagandă în rândul muncitorilor, inclusiv pe tema unificării cu RSS Ucraineană.
Poliția a continuat să-l supravegheze pe Halîțkîi. În rapoartele Siguranței se menționa că el „călătorește regulat între Praga, Cernăuți și Sadagura, aducând manifeste comuniste obținute de la centrul comunist din Praga, unde se află reprezentanța rusă”, „deține un pașaport rusesc fals și pașapoarte din alte țări, obținute de la consulatul rus din Praga”, ceea ce îl face „foarte precaut, și activitatea sa nu poate fi dezvăluită decât printr-un tertip”. Între timp, autoritățile național-țărăniste au continuat să reprime mișcarea comunistă, motiv pentru care, în 1931, la ordinele Cominternului, a fost chemat la Moscova.
A militat intens împotriva autorităților române, cerând ucrainizarea învățământului, deschiderea de școli ucrainene și alipirea Bucovinei la Ucraina Sovietică. Din această cauză a fost arestat în repetate rânduri și a petrecut mai mulți ani în închisorile românești.

### Activitatea în URSS și represiunea
Stabilit la Moscova, între 1931–1936 a fost membru al Comitetului Central al Partidului Comunist din România în exil și reprezentant al partidului la Comintern. În 1935, a intrat ilegal în România, vizitându-și rudele din Cernăuți și încercând, fără succes, să negocieze un pact de neagresiune cu Partidul Național Ucrainean. Ulterior s-a întors la Moscova.
În 1936 a fost arestat de NKVD în timpul epurărilor staliniste, fiind acuzat de spionaj în favoarea României, și condamnat la cinci ani de gulag. După ispășirea pedepsei a fost arestat din nou în 1946 și condamnat la alți patru ani de detenție.
După eliberare, a fost internat forțat într-un spital psihiatric din Ținutul Krasnoiarsk, unde a decedat la 28 noiembrie 1954, la vârsta de 63 de ani.

## Moștenire și memorie
A fost reabilitat post-mortem în 1964. 
După cum a constatat istoricul ucrainean Ivan Fostî, deși a luptat toată viața pentru puterea sovietică în Bucovina, Halîțkîi nu a vizitat niciodată Bucovina după ce aceasta a fost ocupată de URSS, din cauza arestării sale de către autoritățile sovietice. 
În 1985 a fost dezvelită în Cernăuți o statuie a lui Halîțkîi. Aceasta a fost demontată în 2022, în timpul decomunizării Ucrainei.